# Avenue

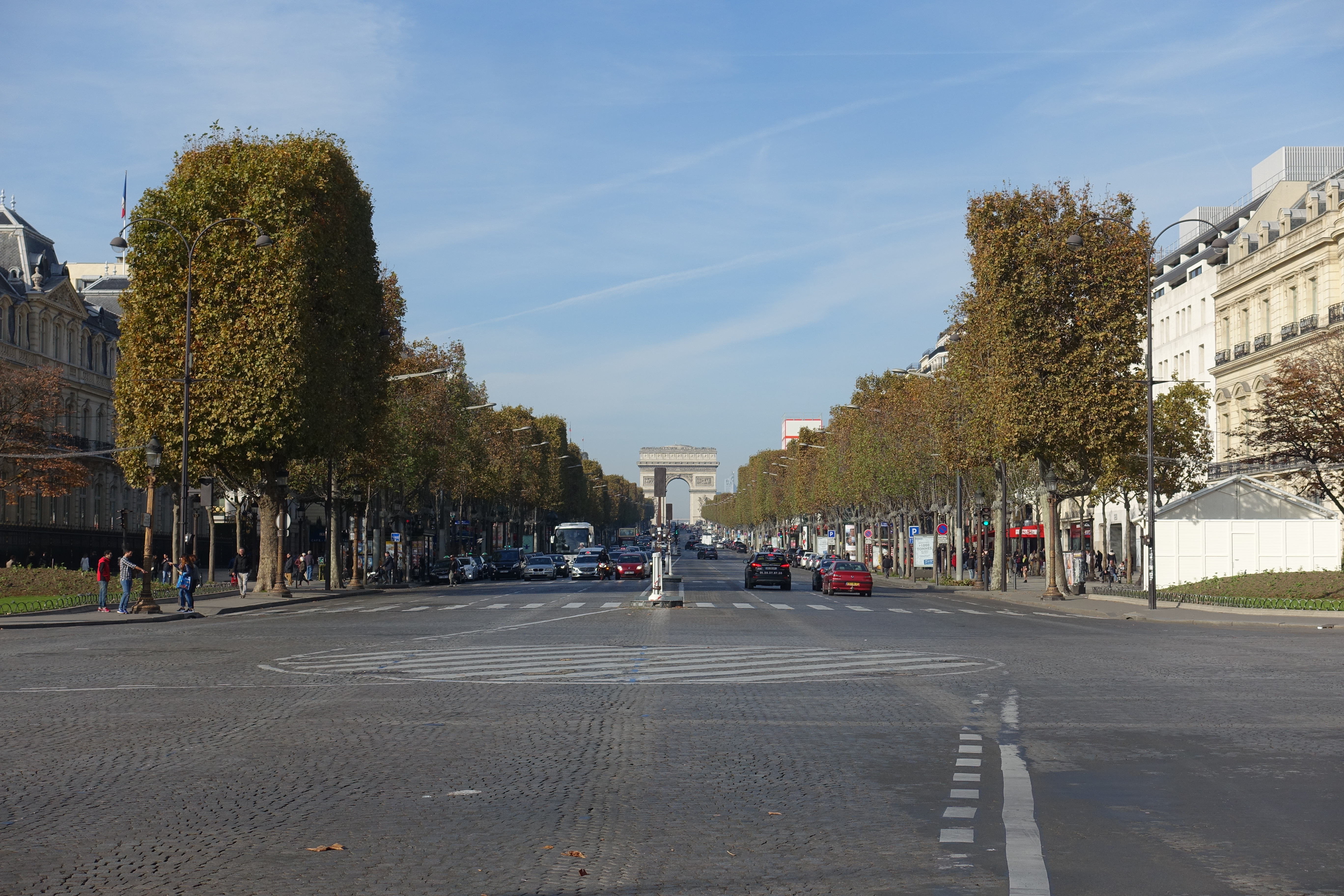
Avenue des Champs-Élysées

Avenue ([avəˈnyː], francouzsky z latinského advenire, „přijet“; nebo anglicky ['ævənjuː]) je označení široké ulice, často osázené stromořadím. Do češtiny se může převést jako třída.

## Etymologie
Význam slova „avenue“ se postupně měnil. Původně ve francouzštině znamenalo „příjezd“, pak v 16. století „příjezdová cesta“, v 17. století „alej“ a konečně v 19. století „široká ulice ve městě“. Jedná se o podstatné jméno ženského rodu vzniklé z příčestí minulého od zastaralého „avenir“ (přijít), což se odráží i ve španělsko-portugalském výrazu „avenida“.

## Historie
Francouzští architekti a inženýři Grillon, Callou a Jacoubet představili v červnu 1848 v souvislosti s událostmi únorové revoluce z roku 1848 v Paříži koncepci ulice, po níž by se vojáci mohli po městě přesunovat rychleji a ve velkém počtu. Dne 8. srpna 1848 byla tato koncepce předána ministrovi vnitra. Až když se v červnu 1853 Georges-Eugène Haussmann stal pařížským prefektem, začal při přestavbě města důsledně vytvářet široké a přímočaré ulice, aby zjednodušil neuspořádanou středověkou uliční síť a usnadnil cestu k budovaným železničním stanicím. Prioritou bylo zkrácení dopravních tras. Rychlá přeprava vojska v případě povstání byla cílem druhotným.
Nejznámější z pařížských ulic se stala Avenue des Champs-Élysées. Vznikla už v roce 1616, kdy zde Marie Medicejská nechala vysázet jilmové a lipové aleje. Poté ulici rozšířil zahradní architekt André Le Nôtre. Nynější jméno tato avenue o délce 1910 m a šířce 70 m získala až 2. března 1864.
Jednou z prvních a současně nejširších avenue byla Avenue Foch (dříve Avenue de l'Impératrice) spojující Place de l'Étoile a Bois de Boulogne. Tuto ulici o šířce 120 m otevřeli 31. března 1854. Vyhláškou z 3. května 1854 následovala Avenue de l'Opéra (původně Avenue Napoléon). Po ní přišly další ulice téhož typu. Avenue spolu s bulváry vytvořily uliční strukturu Paříže a její městský charakter.

## Významné avenue mimo Francii
- National Mall, Washington, D.C.
- Fifth Avenue, New York
- Avenue of the Americas, New York
- Avenida 9 de Julio, Buenos Aires
- Avenida Paulista, São Paulo
- Paseo de la Reforma, Ciudad de México
- Avenida da Liberdade, Lisabon
- The Mall, Londýn
- Unter den Linden, Berlín
- Kurfürstendamm, Berlín